# فرودگاه اسکیلستونا
فرودگاه اسکیلستونا (به انگلیسی: Eskilstuna Airport) (به زبان بومی: Eskilstuna-Kjula flygplats) یک فرودگاه با کد یاتا EKT است که یک باند فرود آسفالت دارد. این فرودگاه در شهر اسکیلستونا کشور سوئد قرار دارد .